# Нова Студенка
Нова Сту́денка (рос. Новая Студенка) — селище у складі Пачелмського району Пензенської області, Росія.
Населення — 4 особи (2010; 6 у 2002).
Національний склад станом на 2002 рік:
- росіяни — 100 %